# Aglipay
Aglipay è una municipalità di quarta classe delle Filippine, situata nella Provincia di Quirino, nella regione della Valle di Cagayan.
Aglipay è formata da 25 baranggay:
- Alicia
- Cabugao
- Dagupan
- Diodol
- Dumabel
- Dungo (Osmeña)
- Guinalbin
- Ligaya
- Nagabgaban
- Palacian
- Pinaripad Norte
- Pinaripad Sur
- Progreso (Pob.)

- Ramos
- Rang-ayan
- San Antonio
- San Benigno
- San Francisco
- San Leonardo (Cabarroguis)
- San Manuel
- San Ramon
- Victoria
- Villa Pagaduan
- Villa Santiago
- Villa Ventura